# Eisenberg (Musiklabel)
Eisenberg ist ein deutsches Independent-Label, das 1988 vom Schweizer Künstler Carlos Perón gegründet wurde. Das Label ist spezialisiert auf Veröffentlichung im Bereich der elektronischen Musik.

## Geschichte
Eisenberg wurde im Jahr 1988 vom Schweizer Musiker und Musikproduzenten Carlos Perón gegründet. Das Musiklabel veröffentlicht überwiegend musikalische Werke aus dem Bereich der elektronischen Musik, wobei es in den meisten Fällen die Rolle des Vertriebs einnimmt. Zum Label gehört auch der interne Verlag Edition Eisenberg.
Die ersten Labelveröffentlichung erschien im Jahr der Labelgründung. Hierbei publizierte Perón seine Singles A Hit Song und A Dirty Song sowie das Album Impersonator II. Einen Charterfolg konnte das Musiklabel bislang nicht landen. Zu den kommerziell erfolgreichsten Veröffentlichungen zählen Projekte mit dem deutschen Synthiepop-Duo Wolfsheim. Deren Debütalbum No Happy View verkaufte sich über 65.000 Mal, die Single The Sparrows and the Nightingales über 10.000 Mal.

## Veröffentlichungen

### Alben
- 1988: Carlos Perón – Impersonator II
- 1989: Carlos Perón – Gold for Iron
- 1990: Snob’s – Samedi noir
- 1990: The Hedgehogs – Invasion U.S.A.
- 1990: Kode IV – Possessed[4]
- 1990: Mynox Layh – Intra in caelum
- 1991: Ava – Missing You
- 1992: Second Voice – Murder She Said
- 1993: Second Voice – Approaching Luna
- 1993: Beborn Beton – Tybalt
- 1993: Sielwolf – Nachtstrom[4]
- 1994: Terminatrix – Terminatrix Is Ready to Dance
- 1994: Carlos Perón – La Salle Blanche
- 1994: Overgament – The Machinery of Destruction
- 1994: Dark Ruler – F.I.R.E...F.O.E.T.U.S.
- 1994: Overgament – Vulva
- 1996: Scare Crows – Outerspacefish
- 1996: Recall – Best of Beginning
- 1996: Chassalla – Phoenix – Out of the Ashes
- 1996: Dark Ruler – Hall of Fame
- 1997: Weissglut – Im Staub der Rebellion
- 1997: Carlos Perón – La comtesse rouge
- 1998: Overgament – Hello, Good-buy!
- 2000: Helios – Virtually Tempted[4]
- 2004: Mandylion – Morituri
- 2008: Carlos Perón – La salle blanche – Version Ultimative
- 2010: Brandenburg – Konterrevolution[4]
- 2011: Carlos Perón – 11 Deadly Sins: Music for Fetish and Erotic Sessions
- 2011: Remo Park – Alien Healer
- 2015: Carlos Perón – Warlord Tango EP[4]
- 2022: Wolfsheim – No Happy View (30th Anniversary Remaster)
- 2022: Wolfsheim – Thunderheart (30th Anniversary Remaster)[4]
- 2023: Wolfsheim – Popkiller (30th Anniversary Remaster)

### Singles
- 1988: Carlos Perón – A Hit Song
- 1988: Carlos Perón – A Dirty Song
- 1990: Nine-O-Nine feat. Carlos Perón – The Hexer
- 1990: Second Voice – This Is the End
- 1991: Second Voice – If You Had …
- 1991: Wolfsheim – The Sparrows and the Nightingales
- 1992: Wolfsheim – It’s Not Too Late (Don’t Sorrow)
- 1993: Second Voice – Celebrate Our Death
- 1994: Touch El Arab – Starship Race[4]
- 1996: Carlos Perón – La salle noire[4]
- 1997: Carlos Perón – Motorman
- 1999: Die Kreuzritter – Der Komtur[4]
- 1999: Carlos Perón & Babba Ramm Dass – Extravaganza[4]
- 2001 Carlos Perón – La salle violette (partie une et deux)[4]
- 2011: EKS-port – Brakuje Nam Depniecia
- 2023: Wolfsheim – Now I Fall (Remastered)

### Sampler
Der Eisenberg Sampler
- Der Eisenberg Sampler – Vol. I (20. Januar 1992)[5]
- Der Eisenberg Sampler – Vol. 2 (1. Mai 1995)[6][7]
- Der Eisenberg Sampler – Vol. 3 (28. Juli 2013)[8]
- Der Eisenberg Sampler – Vol. 4 (7. Februar 2014)[9]
- Der Eisenberg Sampler – Vol. 5 (1. Dezember 2014)[10]
- Der Eisenberg Sampler – Vol. 6 (19. Februar 2015)[11]
- Der Eisenberg Sampler – Vol. 7 (28. August 2015)[12]
- Der Eisenberg Sampler – Vol. 8 (1. März 2019)[13]
- Der Eisenberg Sampler – Vol. 9 (13. Dezember 2019)[14]
- Der Eisenberg Sampler – Vol. 10 (10. Juni 2020)[15]
- Der Eisenberg Sampler – Vol. 11 (13. März 2021)[16]
- Der Eisenberg Sampler – Vol. 12 (29. April 2012)[17]

Weitere Sampler
- 1991: Bouquet of Dreams
- 1992: Gárgula mecânica
- 1993: German Mystic Sound Sampler – Volume IV
- 1995: Fetish Soundtracks – I
- 1995: Colloquium { 1
- 1997: Vis-À-Vis